# Harry Lachman
Harry Lachman (* 29. Juli 1886 in La Salle, Illinois; † 19. März 1975 in Beverly Hills, Los Angeles) war ein US-amerikanischer Schauspieler, Designer und Regisseur.

## Leben
Lachman studierte an der Universität von Michigan und wurde anschließend Illustrator bei einer Zeitschrift. 1911 migrierte er nach Paris, wo er sich einen beachtlichen Ruf als Post-impressionistischer Maler erarbeitete und von der französischen Regierung mit der Ehrenlegion ausgezeichnet wurde.
Später war er als Bühnenbildner in Nizza bei den Dreharbeiten des Stummfilms Mare Nostrum tätig und begann sich zunehmend für das Thema Film zu interessieren. Lachman drehte als Regisseur Filme in Frankreich, England und ab 1933 auch in Hollywood. 1934 drehte er den Film Shirley’s großes Spiel mit Shirley Temple als Kassenerfolg. Wenige seiner weiteren Filme wurden bekannt. Zu den erfolgreichen gehörten noch Das Schiff des Satans (1935; Originaltitel: Dante's Inferno) und Die Doppelgänger (1936; Originaltitel: Our Relations) mit Dick und Doof.
1943 kehrte Lachman zur Malerei, bei der er sich bereits vor seiner Zeit beim Film einen Namen als Post-Impressionist gemacht hatte, zurück. Er malte bevorzugt Landschaften und Küstenszenen.

## Filmografie (Auswahl)
- 1927: Riviera Revels – Travelaugh No. 1
- 1928: Wochenend-Ehen (Weekend Wives)
- 1934: Shirley’s großes Spiel (Baby, Take a Bow)
- 1935: Das Schiff des Satans (Dante’s Inferno)
- 1936: Charlie Chan im Zirkus (Charlie Chan at the Circus)
- 1936: Die Doppelgänger (Our Relations)
- 1940: Charlie Chan: Mord über New York (Murder Over New York)
- 1941: Charlie Chan auf dem Schatzsucherschiff (Dead Men Tell)
- 1941: Charlie Chan in Rio
- 1942: Charlie Chan: Das Schloß in der Wüste (Castle in the Desert)
- 1942: Dr. Renault’s Secret